# Themeda hookeri
Themeda hookeri är en gräsart som först beskrevs av August Heinrich Rudolf Grisebach, och fick sitt nu gällande namn av Aimée Antoinette Camus. Themeda hookeri ingår i släktet Themeda och familjen gräs. Inga underarter finns listade i Catalogue of Life.